# Discografia de Bruna Karla
A discografia de Bruna Karla é uma lista contendo todos os trabalhos distribuídos em álbuns por Bruna Karla, intérprete da música gospel no Brasil. Em sua carreira musical, Bruna lançou diversos álbuns e recebeu oito certificações da Associação Brasileira dos Produtores de Discos (ABPD). Segue em baixo sua discografia e certificados.

## Discografia
| Ano  | Álbum | Vendas                     | Certificações |
| ---- | --- | -------------------------- | ------------- |
| 2001 | Alegria Real - Lançamento: 4 de abril de 2001 - Formatos: CD - Gravadora: MK Music                         | - : + 70.000               |               |
| 2003 | Siga em Frente - Lançamento: 17 de abril de 2003 - Formatos: CD - Gravadora: MK Music                      | - : + 150.000              | - Ouro        |
| 2005 | Vento do Espírito - Lançamento: 28 de julho de 2005 - Formatos: CD - Gravadora: MK Music                   | - : + 180.000              | - Platina     |
| 2007 | Com os Olhos da Fé - Lançamento: 3 de agosto de 2007 - Formatos: CD - Gravadora: MK Music                  | - : + 150.000              | - Platina     |
| 2009 | Advogado Fiel - Lançamento: 31 de agosto de 2009 - Formatos: CD - Gravadora: MK Music                      | - : + 600.000              | - Diamante    |
| 2011 | Ao Vivo - Lançamento: 30 de junho de 2011 - Formatos: CD, DVD - Gravadora: MK Music                        | - : + 120.000              | - Platina     |
| 2012 | Aceito o Teu Chamado - Lançamento: 24 de outubro de 2012 - Formatos: CD - Gravadora: MK Music              | - : + 350.000              | - Diamante    |
| 2014 | Como Águia - Lançamento: 8 de outubro de 2014 - Formatos: CD - Gravadora: MK Music                         | - : + 100.000              | - Platina     |
| 2017 | Incomparável - Lançamento: 12 de maio de 2017 - Formatos: CD - Gravadora: MK Music                         | - : + 30.000 Até o momento |               |
| 2019 | Creio (Ao Vivo) - Lançamento: 17 de Setembro de 2019 - Formatos: download digital - Gravadora: MK Music    |                            |               |
| 2021 | És Tudo - Lançamento: 28 de Setembro de 2021 - Formatos: download digital - Gravadora: MK Music            |                            |               |
| 2024 | Ele é Jesus (Ao Vivo) - Lançamento: 23 de Abril de 2024 - Formatos: download digital - Gravadora: MK Music |                            |               |

## Outros
| Ano  | Álbum                                                                                                | Vendas        | Certificações |
| ---- | --- | ------------- | ------------- |
| 2010 | Som Gospel - Lançamento: 2010 - Formatos: CD - Gravadora: MK Music                                   | - : + 250.000 | - 2× Platina  |
| 2014 | Gospel Collection - Ao Vivo - Lançamento: 2014 - Formatos: CD - Gravadora: MK Music                  |               |               |
| 2015 | Falando de Amor - Lançamento: 2015 - Formatos: CD - Gravadora: MK Music                              |               |               |
| 2022 | Sucessos Gospel (Amazon Music) - Lançamento: 2022 - Formatos: download digital - Gravadora: MK Music |               |               |
| 2022 | Louvorsão 2022 (Ao Vivo) - Lançamento: 2022 - Formatos: download digital - Gravadora: MK Music       |               |               |
| 2024 | Louvorsão 2023 (Ao Vivo) - Lançamento: 2024 - Formatos: download digital - Gravadora: MK Music       |               |               |

## Álbuns Internacionais
| Ano  | Álbum                                                                            | Formato          | Idioma   |
| ---- | -------------------------------------------------------------------------------- | ---------------- | -------- |
| 2021 | Soy Humano - Lançamento: 2021 - Formatos: download digital - Gravadora: MK Music | download digital | Espanhol |

## Álbuns Infantis
| Ano  | Álbum                                                              | Vendas       | Certificações |
| ---- | ------------------------------------------------------------------ | ------------ | ------------- |
| 2019 | Bruna Kids - Lançamento: 2019 - Formatos: CD - Gravadora: MK Music | - : + 50.000 | - Ouro        |

## Videografia
| Ano  | Álbum                                                                                     | Vendas       | Certificações |
| ---- | ----------------------------------------------------------------------------------------- | ------------ | ------------- |
| 2011 | Ao Vivo - Lançamento: 2011 - Formatos: CD e DVD - Gravadora: MK Music                     | - : + 70.000 | - Platina     |
| 2017 | Live Session - Lançamento: 2017 - Formato: Somente Download digital - Gravadora: MK Music |              |               |
| 2022 | 20 Anos - Lançamento: 2022 - Formato: Somente Download digital - Gravadora: MK Music      |              |               |